# Jeanne Descombes
Pour les articles homonymes, voir Descombes.
Jeanne (ou Jehanne) Descombes, née le 2 avril 1870 et morte en 1966 à Neuchâtel, est une photographe, éditrice de cartes postales et poétesse neuchâteloise (suissesse). Elle est appréciée et connue par sa grande érudition et sa culture littéraire étendue. Elle s’intéresse à l’histoire en général et à l’histoire neuchâteloise en particulier. La Société d’Histoire la fête parmi ses doyennes en 1958 à Crissier. Jeanne Descombes est membre du Photo-Club de Neuchâtel depuis 1905.

## Travaux
Jeanne Descombes réalise plusieurs travaux photographiques et d’édition de cartes postales. Aux alentours de 1900, elle réalise des photographies et des cartes postales représentant le canton de Neuchâtel et ses habitants et en 1905, elle fait une série de vingt cartes postales sur le cours du Seyon. Jeanne Descombes est une collaboratrice occasionnelle de L’Express (Feuille d’avis de Neuchâtel), elle crée des articles de poésie signés dans la plupart des temps sous le pseudonyme d'Arly.

## Prix
En 1932, Jeanne Descombes gagne trois prix du dernier concours des jeux floraux du Languedoc et reçoit l’insigne de « Mainteneur des jeux floraux du Languedoc ».

## Sources d'archives
- Fonds : Jeanne Descombes.  Cote : Descombes Jeanne. Archives de l'État de Neuchâtel (présentation en ligne).